# Luigi Fontana (architetto 1812)
Luigi Fontana (Muggio, 3 settembre 1812 – Mendrisio, 28 agosto 1877) è stato un architetto svizzero.

## Biografia
Luigi Fontana nasce a Muggio nel 1812; fino al 1828 vive a Muggio, nella casa lasciatagli da Simone Cantoni. Grazie ai parenti genovesi, la vedova Anna Cantoni, moglie di Gaetano Cantoni ingegnere genovese, potrà studiare a Bergamo dal 1828 al 1835. In quegli anni frequentò il liceo e successivamente l'Accademia Carrara,  dove studiò architettura. Tramite i suoi insegnanti, tra cui Giacomo Bianconi, la sua fu anche una formazione pratica seguendo i maestri sui cantieri tra capomastri e muratori. Su consiglio degli insegnanti, si iscrisse all'Università di Pavia alla Facoltà di Matematica e Architettura, qui si laureò nel 1838. Si trasferì a Milano, ma data la sua salute cagionevole ed avendo saputo che alle scuole di Disegno di Mendrisio cercavano un insegnante vi si trasferì nel 1840. Diresse la scuola di disegno di Mendrisio per trent'anni. Morirà a Mendrisio nel 1877.

## Progetti ed opere
Fontana  architetto  fu molto legato a i canoni classici ricreandoli e dando loro una nuova vita. Il suo classicismo emerge e definisce le sue opere. Tra le principali figurano le chiese di Melano (1846-50) e Mendrisio (1863-75), l'ospedale di Mendrisio (1853-60, dal 1996 sede dell'Acc. di architettura), nonché importanti progetti rimasti sulla carta, come quello per il palazzo civico di Lugano (1843).
In particolare per la chiesa di Mendrisio, per la sua edificazione già nel 1841, in omaggio al suo parente, propose di utilizzare i disegni dell'architetto Simone Cantoni risalenti al 1807. Purtroppo la struttura sarebbe risultata troppo piccola, quindi fu indetto un concorso al cui Fontana partecipò e vinse con un proprio progetto.
Fontana influenzò l'urbanistica di Mendrisio che passò da grosso villaggio campagnolo a piccola cittadina, tramite le sue belle ed accoglienti case borghesi che definiscono piazze e strade. Lavorò anche in Italia, in particolare a Como, dove progettò la facciata della Santuario del Crocefisso (1863), la facciata della Chiesa di San Bartolomeo (1872) e il palazzo vescovile (1858, non eseguito). 